# 돌프 셰이스

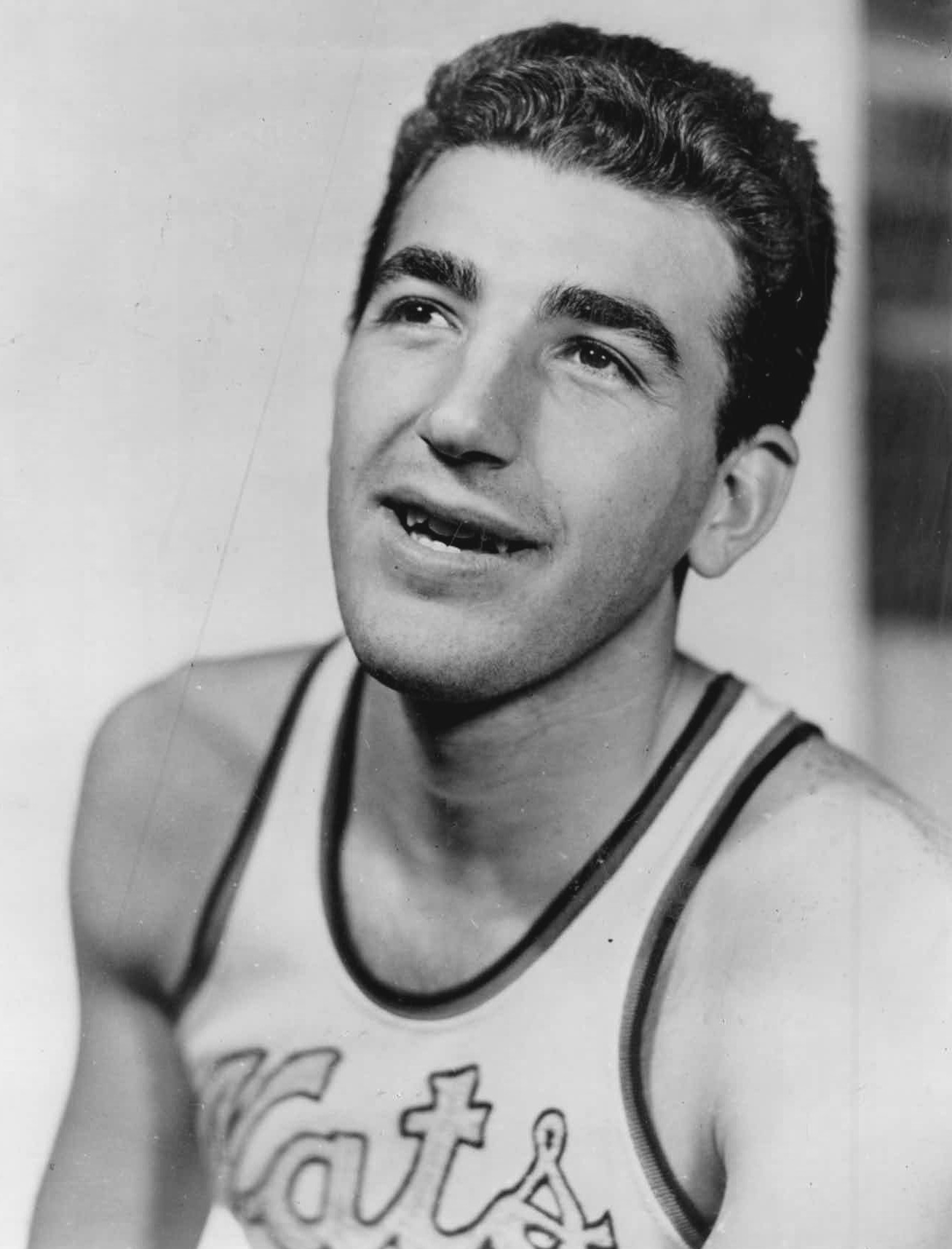
돌프 셰이스 (1955년)

돌프 셰이스(Dolph Schayes, 1928년 5월 19일 ~ 2015년 12월 10일)는 미국의 농구 선수이자 코치였다. 대니 셰이스의 아버지이다.

## 내력
1944년부터 1948년까지 뉴욕 대학교에서 뛰었다. 셰이스는 1948년부터 1964년까지 시러큐스 내셔널스에서 뛰면서 1955년에는 NBA 챔피언이 되었다. 또한, 12회 올스타에 출전하였다. 1952년 2월 17일부터 1961년 12월 26일까지 706개 경기를 연속 출장했다.
1964년 당시 19,249 득점, 1,059 경기 출전 기록을 남기고 은퇴했다. 은퇴 후 필라델피아 세븐티식서스의 코치가 되었으며, 1966년에는 최우수 코치 상을 수상하였다. 그 후 버펄로 브레이브스에서도 코치로 팀을 이끌었다. NBA 25주년때 올 타임 팀에 선정되었으며, NBA 50주년 때는 위대한 50명 선수로 선정되었다. 2015년 12월 10일, 87세의 나이로 사망했다.